# Слободка (Судиславский район)
Слободка — деревня в Расловском сельском поселении Судиславского района Костромской области России. Согласно постановлению Губернатора Костромской области № 46 от 4 февраля 2003 года деревня Слободка Долматовского сельсовета Судиславского района исключена из учётных данных, однако в Реестре населенных пунктов Костромской области 2014 года деревня продолжала числиться в Расловском сельском поселении Судиславского района.

## География
Деревня расположена на берегу реки Покша.

## История
Слободка, вместе с деревнями Анисимово, Осташково, Мирское, Косково и Юрново, входила в состав имения, центром которого было сельцо Долматово. В 1625 году за участие в обороне Москвы от поляков имение получил галичский боярский сын Ф. Ф. Головцын, который построил в Долматово свою родовую усадьбу.
Согласно Спискам населенных мест Российской империи в 1872 году деревня относилась к 2 стану Костромского уезда Костромской губернии. В ней числилось 9 дворов, проживало 31 мужчина и 33 женщины.
Согласно переписи населения 1897 года в деревне проживало 84 человека (39 мужчин и 45 женщин).
Согласно Списку населенных мест Костромской губернии в 1907 году деревня относилась к Шишкинской волости Костромского уезда Костромской губернии. По сведениям волостного правления за 1907 год в ней числилось 22 крестьянских двора и 79 жителей. Основным занятием жителей деревни, помимо земледелия, была работа чернорабочими и портными.

## Население
| 2008 | 2014 |
| ---- | ---- |
| 0    | →0   |